# Роздорський (пам'ятка природи)
Роздорський — ботанічна пам'ятка природи місцевого значення. Пам'ятка природи розташована поблизу села Роздолля Синельниківського району Дніпропетровської області.
Площа — 15,0 га, створено у 1985 році.